# Lawrence Casserley
Lawrence Casserley (* 10. August 1941 in Little Easton, Dunmow/Essex) ist ein britischer Komponist, Improvisationsmusiker und Musikpädagoge.

## Leben und Wirken
Casserley studierte von 1960 bis 1966 am Chicago Musical College der Roosevelt University Komposition bei Karel Jirak und Robert Lombardo, Dirigieren bei Maurice Gomberg, Schlagzeug bei Harold Kupper und Flöte bei Ralph Johnson. Er setzte seine Ausbildung am Royal College of Music in London bei Herbert Howells (Komposition), Harvey Philips (Dirigieren) und Alan Taylor (Schlagzeug) fort. Von 1967 bis 1969 studierte er elektronische Musik am Royal College of Music bei Tristram Cary. Er unterrichtete von 1970 bis 1972 am ILEA Cockpit Arts Centre, wo er ein elektroakustisches Zentrum gründete, von 1971 bis 1975 am Hornsey College of Art und von 1972 bis 1975 am Goldsmiths College der University of London. Von 1975 bis 1995 war er Professor für elektroakustische Musik am Royal College of Music.
1972 gründete Casserley mit Eddie Franklin-White die multimediale Gruppe Hydra, die bei ihren Aufführungen elektroakustische und instrumentale Musik mit Lichteffekten und Projektionen verband. Mit dem Komponisten und Flötisten Simon Desorgher gründete er 1984 in London das Nettlefold Festival (später Colourscape Music Festival). Bei der Erstaufführung von Stockhausens Mixtur und Trans in Großbritannien realisierte Casserley die Liveelektronik. Bei
Mit den Komponisten John Lambert (Sea Change) und Edwin Roxburgh (Saturn) arbeitete er bei der Umsetzung ihrer elektroakustischen Ideen. Seit 1987 befasst sich Casserley mit dem Einsatz von Signalprozessoren in der Improvisationsmusik, und seit 1989 betreibt er ein Studio für elektroakustische Musik in Buckinghamshire.
1996 trat er mit Bärbel Nolden bei den Feiern zum 50. Jubiläum der Gründung des Landes Nordrhein-Westfalen in Bonn auf. Außerdem arbeitete er mit Musikern wie Melvyn Poore, Barry Guy, Alan Tomlinson, Hugh Davies, Vanessa Mackness und Philipp Wachsmann. Improvisationskonzerte mit Liveelektronik gab er vor allem mit Evan Parker (The Moment’s Energy, 2009). Mit ihm, Paul Lytton und Joel Ryan unternahm er 2000 eine Japantournee. Seit 2000 produziert er auch Klang-Licht-Installationen mit Peter Jones.

## Diskographie
- Lawrence Casserley / Evan Parker Solar Wind, 1997
- Work in Progress, 1997
- Evan Parker with Noël Akchoté, Lawrence Casserley & Joel Ryan,Live at Les Instants Chavires, 1997
- Evan Parker, Lawrence Casserley, Barry Guy Dividuality, 1997
- Labyrinths, 1997–98
- The Evan Parker Electro-Acoustic Ensemble: Drawn Inward, 1998
- The Edge of Chaos, 2001
- The Evan Parker Electro-Acoustic Ensemble: Memory/Vision, 2002
- Angelic Weaponry, 2003
- iskra³, 2004
- The Evan Parker Electro-Acoustic Ensemble: The Eleventh Hour, 2004
- Lawrence Casserley / Simon Desorgher Music from Colourdome, 2006
- Lawrence Casserley & Jean-Michel Van Schouwburg: MouthWind. 2011 (HEyeRMEarS/DISCORBIE)
- Lawrence Casserley & Emil Karlsen: Aspects of Memory, 2025

## Kompositionen (Auswahl)
| - Orchestral Studies, 1964–67 - 7 Pieces for 14 Players, 1965 - 12 Pieces for Piano, 1965 - Mixtures and Interludes für kleines Ensemble, 1967 - Fanfares for the Manifestation to the Gentiles für Orgel und drei Trompeten, 1968 - Exultation for the Expulsion from Eden für Orgel, 1968 - The Final Desolation of Solitude für Tonband, 1969 - Transformations I für Tonband, 1970 - Transformations II für Klavier und Liveelektronik, 1970 - Kyries and Alleluias I für Orgel, Cembalo und Tonband, 1972 | - Dodman Point für Liveelektronik und Licht, 1972 - Kyries and Alleluias II für Flöte, Violine, Klavier und Tonband, 1972 - Duolith für Tonband, 1972 - 15 Shakespeare Kaku für Tonband, 1973 - Eclipse, 1975 - Kyries and Alleluias IV für 16 Instrumente und Liveelektronik, 1976 - Transformations IV für Tonband, 1977 - Aura für Computer und Licht, 1977 - Hydraphone, 1978 - Transformations III für Flöte und Liveelektronik, 1982 - Vista Clara für Klavier und Liveelektronik, 1982 | - PanDemonic, 1984 - PanHarmonic Live-Computermusik, 1985 - The Unending Rose, Musiktheater für Flöte, Posaune, Schlagzeug, Schauspieler und Liveelektronik, 1987 - Labyrinth Musiktheater für Flöte, Stimme, Schauspieler, Tänzer und Liveelektronik, 1989 - The Monk’s Prayer für Bassflöte und Liveelektronik, 1989 - Los Hijos del Sol für Stimme, PanDrums und Liveelektronik, 1990 - Ritual Dances für drei Schlagzeuger, Oboe, Klarinette, Trompete, Viola, Klavier, Tonband und Liveelektronik, 1991 - Siwrnai, Odyssey of Light für Instrumente, Stimmen, Schauspieler und Signalprozessor, 1992 - UbAtAbU für Tuba und Signalprozessor, 1993 - The Garden of Forking Paths für Gitarre und Signalprozessor, 1996 |